# Edd
Edd (tigrinska: ‘Idī) är en ort i Eritrea.   Den ligger i regionen Södra rödahavsregionen, i den östra delen av landet, 300 km sydost om huvudstaden Asmara. Edd ligger 7 meter över havet och antalet invånare är 11 259.
Terrängen runt Edd är platt. Havet är nära Edd åt nordost. Runt Edd är det mycket glesbefolkat, med 7 invånare per kvadratkilometer. Trakten runt Edd är ofruktbar med lite eller ingen växtlighet.